# 19 км (зупинний пункт, Донецька залізниця, Ясинуватський район)
19 кілометр — пасажирська зупинна залізнична платформа Лиманської дирекції Донецької залізниці.
Розташована у с. Новобахмутівка, Покровський район, Донецької області. Платформа розташована на лінії Очеретине — Микитівка між станціями Очеретине (18 км) та Новобахмутівка (3 км).
Через бойові дії рух приміських та пасажирських поїздів на даній ділянці припинено.